# 里奧德奧羅 (塞薩爾省)
里奧德奧羅是哥倫比亞的城鎮，位於該國東北部，由塞薩爾省負責管轄，始建於1658年，面積616平方公里，海拔高度1,150米，2005年人口14,023，人口密度每平方公里22.76人。

## 外部連結
- （西班牙文） Rio de Oro official website
- （西班牙文） Gobernacion del Cesar, Rio de Oro

8°00′N 73°30′W / 8.000°N 73.500°W